# 安东尼·雷维耶
安东尼·雷维耶（Anthony Réveillère，1979年11月10日—），法國足球運動員，司職後衛，曾效力法甲七連霸得主里昂及英超的桑德蘭。

## 職業生涯
雷維耶出身於法甲球會雷恩，於1998年首度亮相法甲。效力了幾季後，曾於2003年轉到西班牙效力華倫西亞，但未獲得重用。
2003年他返回法國效力當時連贏兩屆聯賽的里昂，效力多年，獲得五屆法甲聯賽冠軍，助里昂締造七連霸。2013年未獲續約後，於季中與缺邊後衛的拿坡里簽訂一年短約，與華倫西亞時代的教練貝尼特斯重逢。
2014年10月，雷維耶又與桑德蘭簽下一份類似的合同，第一次登陸英超。在11月3日戰勝水晶宮的比賽中，他初次亮相且踢滿全場；看來這位沙場老將仍渴望繼續在球場上奔馳，而豐富的經驗也讓他注定不缺少中小型球會的興趣。
雖然雷維耶主要的位置是右後衛，但他同時也能擔任左後衛而成為一枚活棋。在拿坡里期間因為傷兵緣故他就經常以左後衛的身分上陣，在桑德蘭同樣僅僅第二場比賽就出任了左後衛。

### 國家隊
雷維耶雖然隨隊贏得多屆法甲聯賽冠軍，也是球會正選，但起初代表法國國家隊的次數卻相對地少，第一場是2003年11月對以色列的比賽。2006年世界杯他儘管身為里昂三屆聯賽冠軍功臣，但沒有入選國家隊出戰。直至2010年世界盃，入選國家隊二十三人名單。
2011年10月7日於歐洲盃預賽出戰阿爾巴尼亞的比賽打入目前唯一的國家隊進球，並隨後入選該屆歐洲杯的陣容，但在八強賽對西班牙的防守顯得吃力。

## 榮譽
- 法甲聯賽冠軍：2004、2005、2006、2007、2008
- 意大利盃冠军：2014